# Belinda Peregrín
Belinda Peregrín Schüll (Madrid, 15. kolovoza 1989.) meksička je glumica i pjevačica.

## Rani život i glumačka karijera
Belinda s navršene četiri godine s obitelji seli u Mexico City. Otac joj je Španjolac, a majka Francuskinja. Ima mlađeg brata Ignacija. 
Već kao mala, Belinda pokazuje talent za glumu i pjevanje. S deset godina dobiva svoju prvu ulogu u TV seriji Amigos X Siempre, dok je najpoznatija po ulozi u kojoj istovremeno glumi jednojajčane blizanke u meksičkoj telenoveli pod nazivom Complices Al Rescate.
Kako bi se uključila i u druge projekte, prije početka druge sezone odustaje od snimanja telenovele Complices Al Rescate, a njezinu ulogu preuzima meksička pop pjevačica i glumica Daniela Lujan.

## Filmografija
| Godina        | Naslov                                 | Uloga                                               | Vrsta               |
| ------------- | -------------------------------------- | --------------------------------------------------- | ------------------- |
| 2009.         | Kameleoni                              | Valentina Izaguirre                                 | telenovela          |
| 2008.         | La Rioja, tierra universal             | Belinda Peregrín                                    | film                |
| 2007.         | Teletón XI                             | Belinda Peregrín                                    | film                |
| 2006.         | The Cheetah Girls 2                    | Marisol                                             | film                |
| 2005.         | Bakán                                  | Belinda Peregrín                                    | film                |
| 2004. – 2005. | Otro rollo con: Adal Ramones           | Belinda Peregrín                                    | televizijska serija |
| 2004.         | Corazones al límite                    | Elena 'Elenita' Arellano Gómez                      | telenovela          |
| 2004.         | Las mañanitas a la virgen de Guadalupe | Belinda Peregrín                                    | dokumentarni film   |
| 2004.         | ¡Despierta América!                    | Belinda Peregrín                                    | televizijska serija |
| 2004.         | No manches                             | Belinda Peregrín                                    | televizijska serija |
| 2004.         | Big Brother VIP: México                | Belinda Peregrín                                    | televizijska serija |
| 2002.         | Cómplices al rescate                   | Mariana Cantú / Silvana Del Valle Ontiveros - Cantú | telenovela          |
| 2002.         | Teleton                                | Belinda Peregrín                                    | televizijska serija |
| 2002.         | Viva el amor                           | Belinda Peregrín                                    | film                |
| 2001.         | Aventuras en el tiempo                 | Rosenda / Violeta Flores                            | telenovela          |
| 2000.         | Amigos X siempre                       | Ana Capistrán Vidal                                 | telenovela          |

## Glazbeni albumi
- Belinda
- Utopía
- Carpe Diem
- Catarsis

## Vanjske poveznice
- Belinda Peregrín u internetskoj bazi filmova IMDb-u (engl.)